# ولری برتینلی
 ولری ان برتینلی (انگلیسی: Valerie Anne Bertinelli؛ زادهٔ ۲۳ آوریل ۱۹۶۰) یک هنرپیشه و سخنگو اهل ایالات متحده آمریکا است. وی از سال ۱۹۷۴ میلادی تاکنون مشغول فعالیت بوده‌است.

## زندگی شخصی

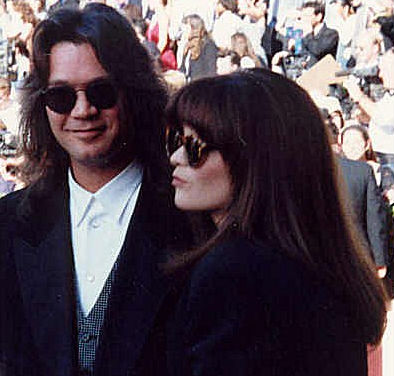
ادی ون هالن و والری برتینلی روی فرش قرمز جوایز امی 1993

برتینلی در ۱۱ آوریل ۱۹۸۱ با ادی ون هالن ازدواج کرد .  آنها صاحب یک پسر به نام ولفگانگ شدند (زاده ۱۶ مارس ۱۹۹۱). این زوج در سال ۲۰۰۱ از هم جدا شدند و در ۲۰ دسامبر ۲۰۰۷ طلاق گرفتند. برتینلی در زندگی نامه خود دلایل اصلی طلاق خود را اعتیاد به کوکائین همسرش و امتناع وی از ترک سیگار علیرغم تشخیص سرطان دهان و از دست دادن وی عنوان کرد. یک سوم زبان او در روند درمان.
برتینلی ، که با وزن خود دست و پنجه نرم کرده است ، در مجموع ۱۸ پوند (۱۸ کیلوگرم) وزن کم کرد.
در ماه مه ۲۰۱۴ ، برتینلی نامزدی خود را با برنامه ریز مالی تام ویتال ، که با او در سال ۲۰۰۴ شروع کرده بود ، اعلام کرد. آنها در ۱ ژانویه ۲۰۱۱ در مالیبو ، کالیفرنیا ، با برتینلی در لباس سفارشی طراح دیوید مایستر ازدواج کردند .  او از طریق ازدواج با ویتال چهار فرزند ناتنی دارد. شوهر سابقش ، ادی ون هالن ، و پسرشان ، ولفگانگ ون هالن ، در این عروسی شرکت کردند.
برتینلی در آوریل ۲۰۱۰ در ماراتن بوستون دوید تا به نفع موسسه سرطان دانا-فاربر باشد و آن را در زمان ۵:۱۴:۳۷ به پایان رساند. در سال ۲۰۱۴ ، او در برنامه ای که فکر می کنید شما هستید کی ظاهر شد ؟ و متوجه شد که او با ادوارد اول پادشاه انگلستان خویشاوند است .